# Most Fryderyka Augusta w Dreźnie
Most Augusta w Dreźnie (niem. Augustusbrücke), znany także jako Most Fryderyka Augusta – najstarszy most łączący brzegi Łaby. Bezpośrednio łączy obszary Starego i Nowego Miasta, które do XVI wieku stanowiły samodzielne części miasta.

## Historia

### Pierwsze mosty
Pierwsze prace budowlane w miejscu przebiegu mostu zostały udokumentowane w Meissner Landchronik w 1070 roku. Początkowo był to drewniany most, który został zniszczony wskutek powodzi z 1118 roku. Most miał duże znaczenie dla poprawy przepustowości szlaków handlowych na północ. Do czasu jego zbudowania brzegi Łaby można było przekraczać tylko poprzez bród, który krzyżował się ze szlakami prowadzącymi do Starego Miasta. Następnym był most kamienny zbudowany w 1287 roku, długi na 561 metrów. W tym czasie uważany był za najdłuższy sklepiony most w Europie.

### Most Augusta II Mocnego

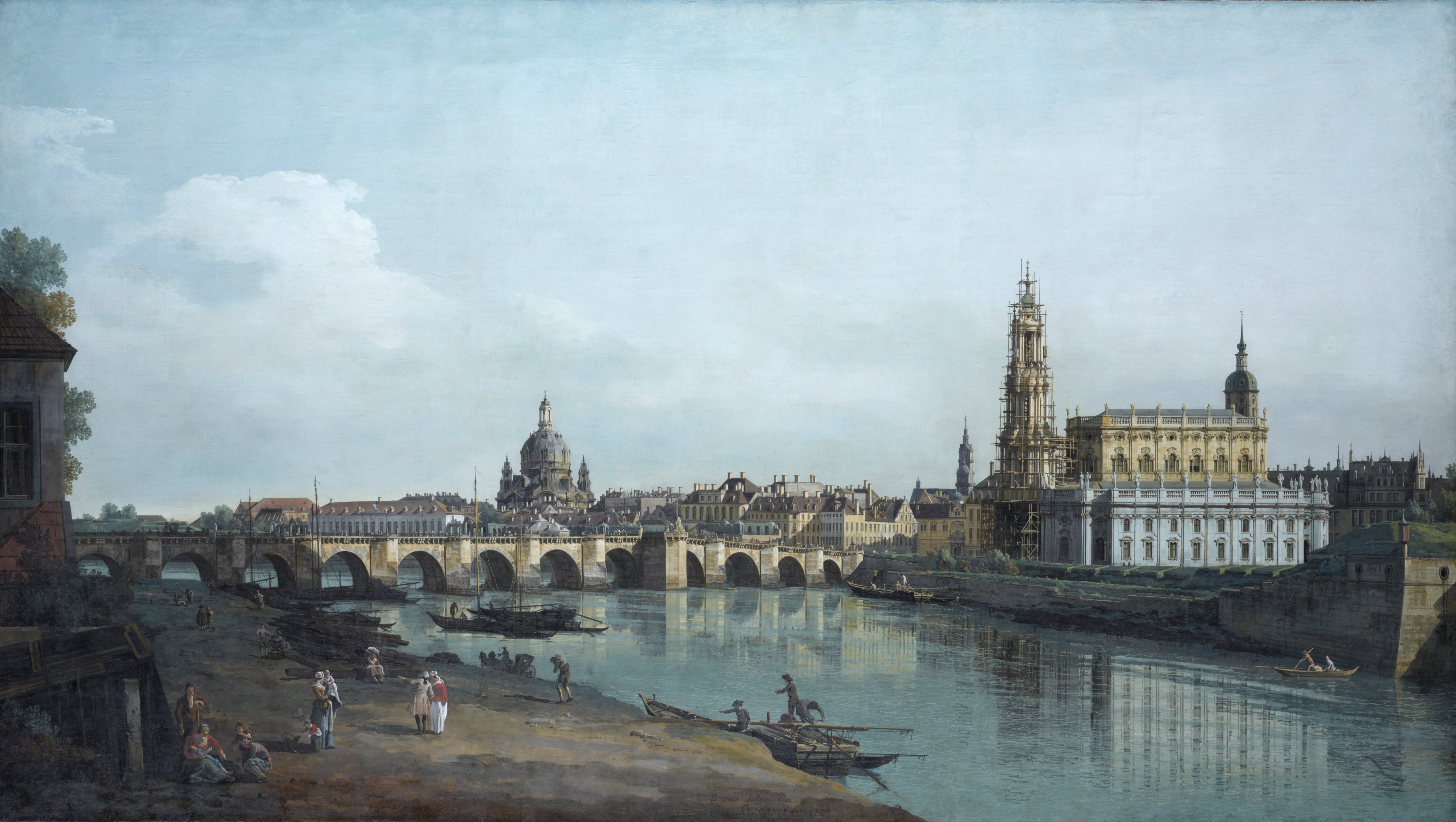
Most ok. 1748 na obrazie Canaletta

Za panowania króla Augusta II Mocnego w latach 1727–1731 wzniesiono nowy most z piaskowca według projektu Mateusza Daniela Pöppelmanna. Wtedy też most nazwano imieniem króla.

### Obecny most
Obecny most zbudowano w latach 1907–1910. Wówczas most nazwano imieniem Fryderyka Augusta III. Most został uszkodzony w trakcie II wojny światowej w 1945. Odbudowany w latach 1948–1949, nosił w latach 1949–1990 imię Georgiego Dymitrowa. W 1990 przywrócono historyczną nazwę Most Augusta z XVIII wieku.
Od 2017 roku most jest remontowany.